# Gustav vom Felde
Gustav vom Felde (* 28. Juni 1908 in Bad Eilsen; † 22. November 1943 in Berlin) war im nationalsozialistischen Deutschen Reich SS-Obersturmbannführer und Oberregierungsrat, Leiter der Staatspolizeistellen Bielefeld, Erfurt und Weimar, Führer des Einsatzkommandos 9 in Mies und Leiter der Amtsgruppe I A (Personalabteilung) des Reichssicherheitshauptamtes.

## Leben
Nach Gymnasium und Abitur in Bückeburg studierte vom Felde ab 1929 Rechtswissenschaften in Innsbruck, Berlin und Göttingen. 1932 legte er das 1. Staatsexamen ab.
Zum 1. August 1930 trat vom Felde der NSDAP (Mitgliedsnummer 325.471) sowie zum 15. Dezember 1930 der SS bei (SS-Nummer 9.804). 1933 SS-Unterscharführer, wurde er 1934 zum SS-Scharführer, 1935 zum SS-Oberschar- und Hauptscharführer, 1936 unter Ernennung in den Offiziersrang zum SS-Untersturmführer, 1938 zum SS-Obersturmführer und schließlich noch im gleichen Jahr zum SS-Hauptsturmführer befördert.
Vom Felde legte am 22. April 1936 sein Assessorexamen ab und wurde bei der Staatspolizeistelle Bielefeld angestellt. Im darauf folgenden Jahr wurde er mit deren Leitung beauftragt.
Während der Besetzung der „Resttschechei“ und der Gründung des Protektorats Böhmen und Mähren führte vom Felde das Einsatzkommando 9 im sudetenländischen Mies (Stříbro). Auch für die Einsatzgruppen der Sicherheitspolizei im Krieg gegen Polen war er zunächst als Führer eines Einsatzkommandos vorgesehen, wurde jedoch kurzfristig durch einen anderen SS-Führer ersetzt und Ende August 1939 zum Leiter der Stapostelle Erfurt und ab 1940 zum Leiter der Stapostelle Weimar bestellt. Mit zwei Unterbrechungen vom 1. Juni 1940 bis 12. August 1940, in der er zur Wehrmacht eingezogen worden war und vom Juli 1941 bis Ende 1942 als Kommandeur des EK der Sipo beim AOK Norwegen (Befehlsstelle Finnland) in Finnland, führte er die Stapostelle Weimar bis März 1943. Das Amt in Norwegen übernahm Ende 1942 SS-Obersturmführer Wilhelm Laqua (1909–1969).
Zwischenzeitlich am 1. Oktober 1942 zum Oberregierungsrat befördert, wurde er am 1. April 1943 zum Leiter der Amtsgruppe I A (Personalabteilung) des Reichssicherheitshauptamtes in Berlin bestellt.
Bei einem Bombenangriff auf Berlin am 22. November 1943 wurde Gustav vom Felde im Dienstgebäude des Reichssicherheitshauptamtes in der Prinz-Albrecht-Straße 9 getötet. Adolf Hitler ernannte ihn posthum am 14. Februar 1944 mit Wirkung vom 1. November 1943 zum Regierungsdirektor.